# جدایی تولیدمثلی

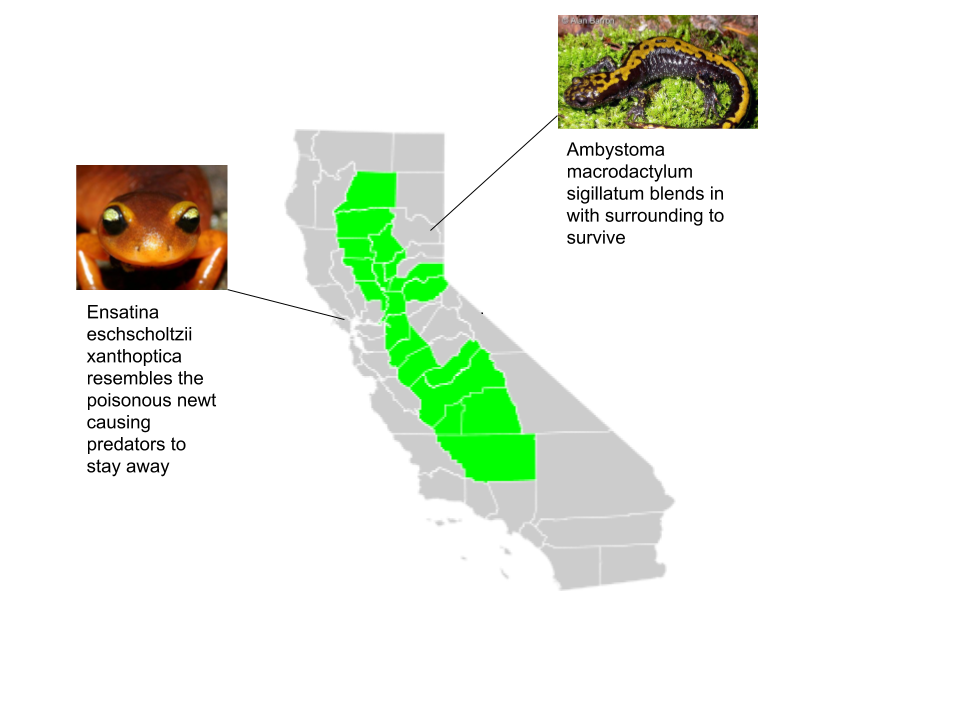
دره مرکزی در کالیفرنیا از تعامل دو جمعیت سمندر با یکدیگر جلوگیری می‌کند که نمونه‌ای از جداسازی زیستگاه است. پس از چندین نسل، دو استخر ژن سمندر در اثر انتخاب طبیعی جهش یافته‌اند. این جهش به قدری توالی DNA دو جمعیت را تغییر می‌دهد که جمعیت سمندر دیگر نمی‌تواند با موفقیت با یکدیگر تولیدمثل کنند و دو جمعیت سمندر به عنوان گونه‌های مختلف طبقه‌بندی می‌شوند.

سازوکارهای جدایی تولیدمثلی (به انگلیسی: Reproductive isolation) مجموعه‌ای از سازوکارهای تکاملی، رفتارها و فرآیندهای فیزیولوژیکی حیاتی برای گونه‌زایی است. آنها از تولید نسل از اعضای گونه‌های مختلف جلوگیری می‌کنند یا از عقیم‌بودن فرزندان اطمینان می‌دهند. این موانع با کاهش شارش ژنی بین گونه‌های مرتبط، یکپارچگی یک گونه را حفظ می‌کنند.
سازوکار جدایی تولیدمثل به روش‌های مختلفی طبقه‌بندی شده‌است. جانورشناس ارنست مایر مکانیسم‌های جداسازی تولیدمثلی را در دو دسته کلی طبقه‌بندی کرد: پیش‌زیگوتیک برای آن‌هایی که قبل از لقاح عمل می‌کنند (یا پیش از جفت‌گیری دربارهٔ جانوران) و پس‌زیگوتیک برای کسانی که بعد از آن عمل می‌کنند. سازوکارهای از نظر ژنتیکی کنترل می‌شوند و می‌توانند در گونه‌هایی که پراکنش جغرافیایی آن‌ها همپوشانی دارند (گونه‌زایی هم‌بوم) یا جداگانه هستند (گونه‌زایی ناهمجا) پدیدار شوند.

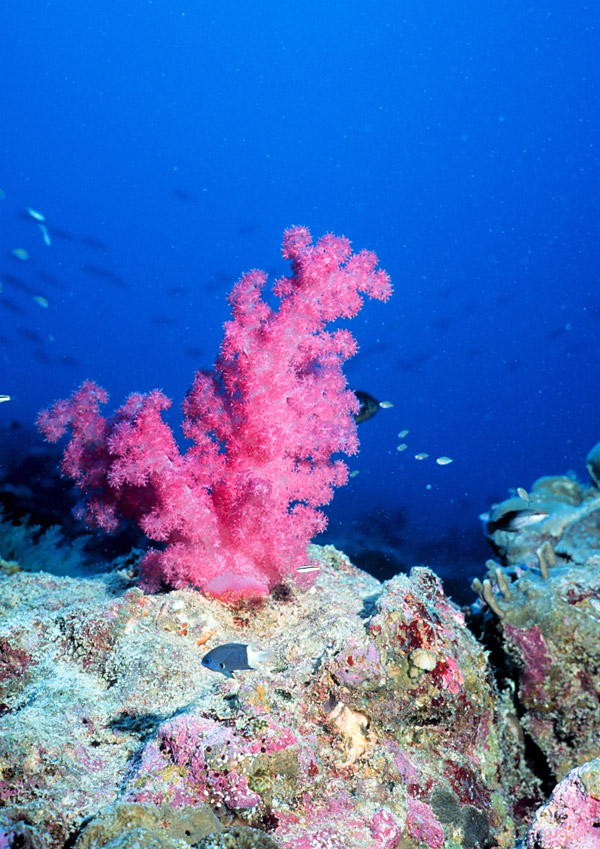
در صخره‌های مرجانی، ناسازگاری گامت از تشکیل دورگه‌های بین‌گونه‌ای متعدد جلوگیری می‌کند.

| نسل | درصد دورگه‌ها |
| --- | ------------ |
| ۱   | ۴۹           |
| ۲   | ۱۷٫۶         |
| ۳   | ۳٫۳          |
| ۴   | ۱٫۰          |
| ۵   | ۱٫۴          |
| ۱۰  | ۰٫۶          |